# کلاس‌های الکتریکی لوازم برقی
در صنعت تولید لوازم الکتریکی، کلاس‌های ایمنی تعریف شده‌ مصوب کمیسیون الکتروتکنیکی بین‌المللی (IEC: International Electrotechnical Commission)، که توضیح آن در IEC 61140 آمده٬ برای نشان دادن تفاوت‌های لازم در اتصالِ حفاظتیِ زمین الکتریکیِ دستگاه‌ها مورد استفاده قرار دارند. بدنه (شاسی) این دستگاه‌ها باید به زمین متصل باشند.

## کلاس صفر (Class 0)
این وسایل هیچ اتصال حفاظتی زمین ندارند و فقط دارای یک سطح عایق بین قطعات فعال (برق دار) درونی و فلزکاری در معرض تماس هستند. اگر اجازه استفاده از آن‌ها داده شود، تنها در مناطق خشک آن را بکار برده می‌شوند. یک اشکال به تنهایی می‌تواند منجر به شوک الکتریکی یا حوادث خطرناک دیگری شود، بدون آنکه فیوز یا مدار قطع‌کننده ای به صورت خودکار وارد عمل شود. فروش چنین لوازمی در بسیاری از کشورها به علت مسائل ایمنی ممنوع شده‌است، به عنوان مثال در قوانین کشورهای انگلستان و نیوزیلند منع استفاده از چنین لوازمی درج شده‌است. با این حال استفاده از این وسایل در بعضی کشورهای ۱۱۰ ولتی و خیلی از کشورهای ۲۲۰ ولتی در حال توسعه، بدون در نظر گرفتن ممنوعیت آنها، رایج است. در ساختار این وسایل، بدنه آن‌ها به زمین متصل نیست.

## کلاس یک (Class I)

زمین سبز/زرد

نماد کلاس یک

بدنه چنین وسایلی باید به وسیلهٔ اتصال رسانای زمین جدایی (در اکثر کشورها به رنگ سبز/زرد و به رنگ سبز در آمریکا، کانادا و ژاپن) به زمین متصل باشد. اتصال زمین به وسیلهٔ یک کابل اصلی سه هادی ای انجام می‌شود که معمولاً به یک کانکتور AC سه شاخه ای که متصل به خروجی AC متناظر می‌شود، منتهی می‌شود. نیازمندی اولیه این است که هیچ نقصی نتواند موجب شود که ولتاژ خطرناکی در معرض تماس قرار گیرد که در نتیجه شوک الکتریکی رخ دهد و همچنین اینکه هنگامی که خطایی رخ داد، منبع تغذیه به صورت خودکار از مدار خارج شوند (به این اتفاق ADS = Automatic Disconnection of Supply) نیز می‌گویند. خطایی در دستگاه که موجب می‌شود یک هادی حامل جریان برق به بدنه متصل شود، موجب می‌شود جریانی از هادی زمین عبور کند. اگر این جریان به اندازه کافی بزرگ باشد، دستگاهی که جریان‌های بیش از حد را قطع می‌کند (همانند فیوز یا مدارشکن قدرت)، منبع تغذیه را از مدار خارج می‌کند. زمانی که طول می‌کشد تا منبع تغذیه از مدار خارج شود باید به قدری کم باشد که اجازه رخداد فیبریلاسیون برای فردی که در آن لحظه با بدنه تماس دارد را ندهد. مقدار این زمان و جریان عبوری میزان بیشینه مقاومت زمین ممکن را تعیین می‌کنند. برای ایجاد حفاظت مضاعف برای خطاهای امپدانس بالا، معمول است که از یک کلید محافظ جان (RCD: Residual Current Device) استفاده شود که هنگامی که جریان‌ها در دو قطب منبع تغذیه یکسان و متضاد نیستند، منبعی که جریان دستگاه را تأمین می‌کند را از مدار خارج کند.

## کلاس صفر-یک (Class 0I)
تأسیسات برقی که بدنه آن‌ها به وسیله ترمینال جداگانه ای بجای کابل‌های اصلی به زمین متصل است. در واقع قابلیت اضافی تری که این وسایل نسبت به کلاس صفر دارند، قطع خودکار مدار همانند کلاس یک است.

## کلاس دو (Class II)

نماد کلاس دو

یک وسیله کلاس دو یا دستگاه دارای دو عایق الکتریکی، به نحوی طراحی شده‌است که نیازی به اتصال ایمنی به زمین ندارد. الزام و نیازمندی ابتدایی این است که هیچ خطایی نتواند موجب شود که ولتاژ خطرناکی در معرض تماس قرار گیرد که در نتیجه شوک الکتریکی رخ دهد و چنین امکانی بدون اتصال بدنه به زمین فراهم می‌شود. چنین حالتی معمولاً، در ضعیف‌ترین حالت، تا حدی با استفاده از حداقل دو لایه مواد عایق میان اجزا حاوی جریان برق و کاربر و استفاده‌کننده یا با استفاده از عایق تقویت شده بدست می‌آید. در اروپا باید نام "کلاس دو" یا "دو عایقی بودن" روی محصول‌های دو عایقی آورده شود یا برچسب نماد دو عایقی بودن (مربعی درون مربعی دیگر) بر روی آن قرار گیرد. منابع تغذیه AC/DC عایق بندی شده (مانند شارژرهای تلفن همراه) معمولاً به صورت کلاس دو طراحی می‌شوند، بدین معنی که سیم‌های خروجی DC از سیم‌های ورودی AC ایزوله شده‌اند. واژه "Class II" نباید با نام "Class 2" اشتباه شود زیرا مورد دوم مربوط به عایق بندی نیست و اشاره به مفهوم دیگر الکتریکی دارد.

## کلاس سه (Class III)

نماد کلاس سه

یک دستگاه کلاس سه به نحوی طراحی می‌شود که از منبعی امن/جدا با ولتاژ بسیار پایین (separated/safety extra-low voltage ( SELV ) power source) تغذیه شود. ولتاژ یک منبع تغذیه SELV به قدری کم است که تحت شرایط معمولی، شخصی بتواند بدون ریسک دچار شدن به شوک الکتریکی با آن تماس داشته باشد. قابلیت‌های امنیتی اضافی که در کلاس یک و دو قرار داده می‌شود در چنین وسایلی نیاز نمی‌شود. اما باید دقت داشت که در دستگاه‌های پزشکی، داشتن شرایط کلاس سه به تنهایی امن در نظر گرفته نمی‌شود و شرایط ایمنی بیشتر و دقیق تری برای این تجهیزات در نظر گرفته می‌شوند.